# أرض مستصلحة من البحر

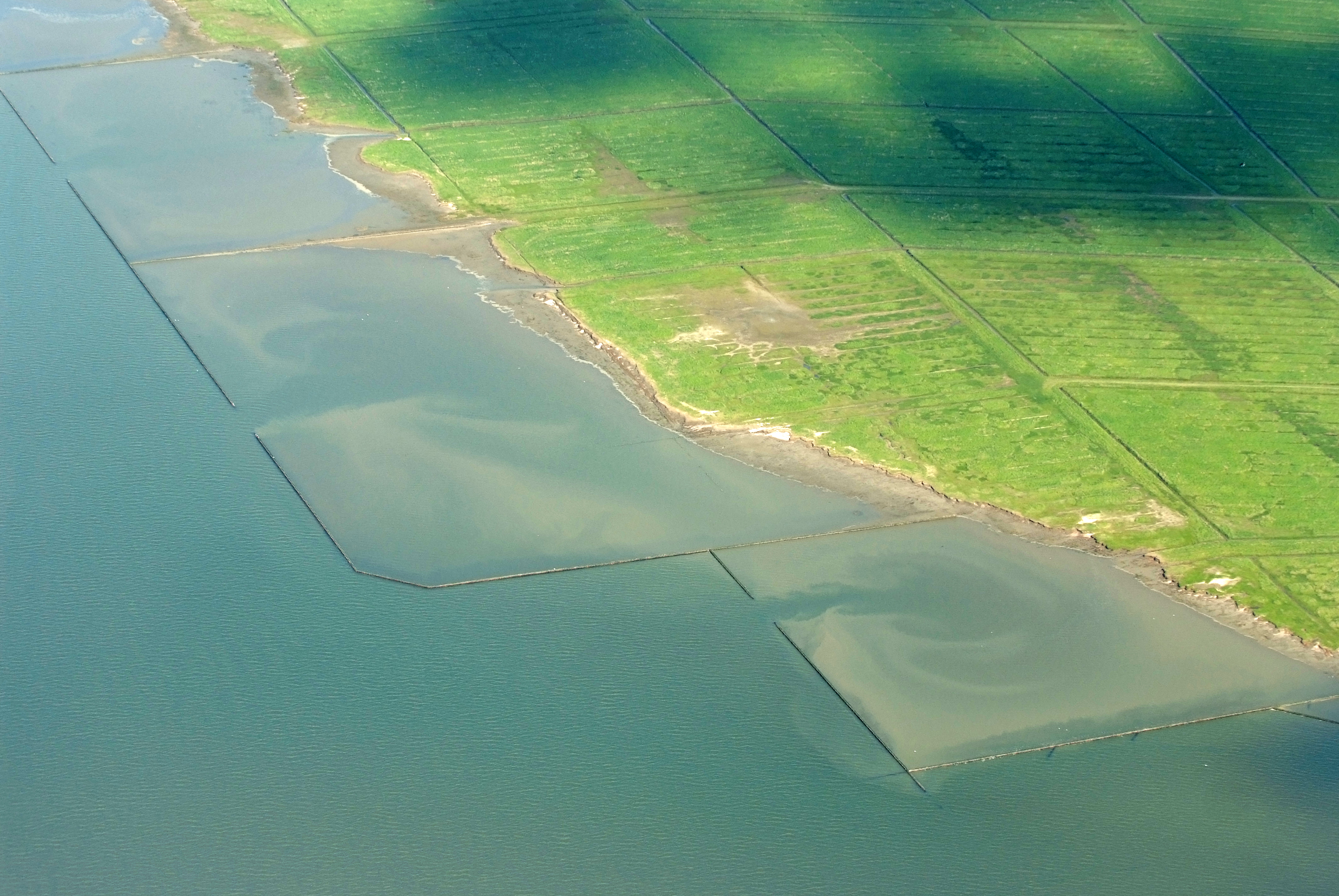
أرض مستصلحة من البحر ب Neßmersiel، ألمانيا، مايو 2012

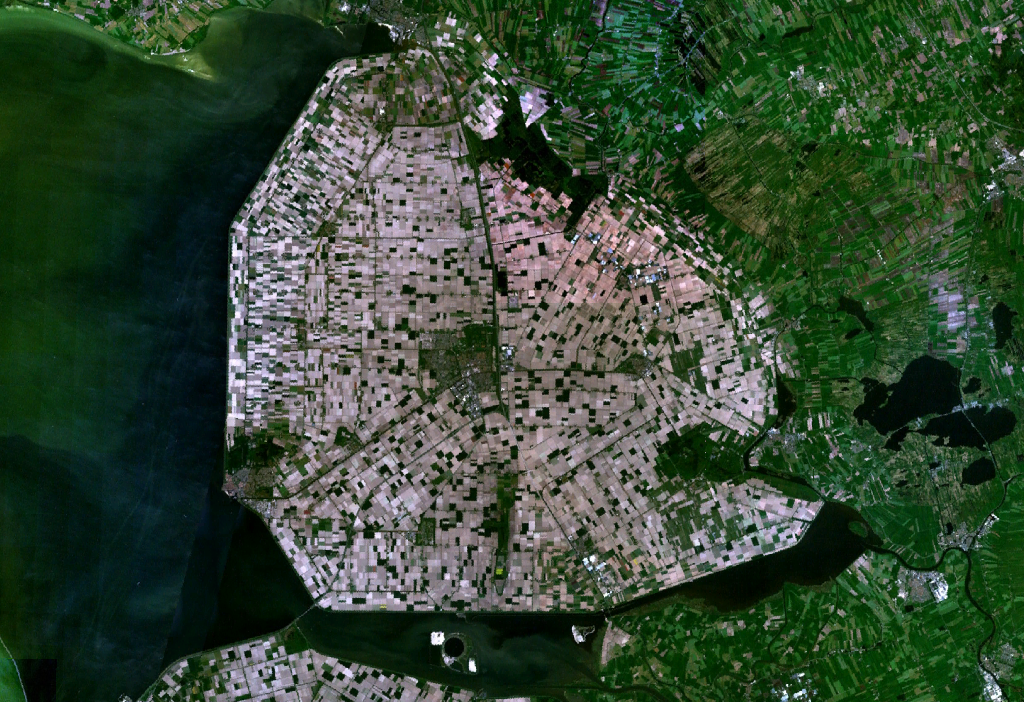
صورة فضائية لنوردأوست بولدر، هولندا، (595.41 كم²)

الأرض المستصلحة من البحر أو الكَسِيبَة أو البُلْدِر هي مسار من الأرض منخفض ومحاط بالسدود (الحواجز) تعرف باسم السدود المائية والتي تشكل كياناً مائياً اصطناعياً، وهذا يعني أنه لا يوجد بينها وبين المياه الخارجية أي اتصال إلا من خلال أجهزة تشغل يدوياً. وهناك ثلاثة أنواع من الأراضي المستصلحة من البحر:
- الأراضي المستصلحة من كتلة مياه مثل بحيرة أو قاع البحر.
- السهول الفيضية المنفصلة عن البحر أو النهر بسد مائي.
- الأهوار والمنفصلة عن المياه المحيطة بها بسد وبعد ذلك تنضب.

## أمثلة على الأراضي المستصلحة من البحر

### هولندا
- ألبلاسرفارد، وتشمل طواحين هواء كيندردايك وهي موقع من مواقع التراث العالمي.
- ألكمار
- أندايك
- أنا بوبونا بولدر
- بيمستر، موقع من مواقع التراث العالمي.
- بايلمرمير
- سخرافسلوت
- هارلمرمير، وتشمل ميناء سخيبهول
- كريمبينيرفارد
- لوفيرسمير
- مساتنبروك
- نوردأوست يولدر
- أويبولدر
- برنس ألكسندر بولدر
- بورمر
- سخيرمر
- روزاندابولدر
- فاترخرافسمير
- فيرينجمير
- فيرنيجرفارد
- فايدافومر
- زايبه- وهازابولدر
- زاودبلاس بولدر
- الأراضي المستصلحة الشرقية والجنوبية فليفولاند، وتشمل مدن ليليستاد وألميرا على التوالي. ومعاً تعرف هذه الأراضي المستصلحة بفليفوبولدر Flevopolder.